# نان هيوارث
نان هيوارث (بالإنجليزية: Nan Hayworth)‏ (و. 1959  م) هي سياسية، وطبيبة عيون، وطبيبة، وسيدة أعمال أمريكية، ولدت في شيكاغو، الحزب الجمهوري.

## مناصب
تولت منصب عضو مجلس النواب الأمريكي (5 يناير 2011–3 يناير 2013)
- عضو مجلس النواب الأمريكي.

## التعليم
تعلمت في كلية طب ويل كورنيل في جامعة كورنيل، وتحصلت منها على دكتور في الطب (حتى 1985)، وجامعة برنستون، وتحصلت منها على بكالوريوس في الفنون (حتى 1981)، وMunster High School ‏ (حتى 1977).

## روابط خارجية
نان هيوارث على موقع إن إن دي بي (الإنجليزية)